# 탁텃현
탁텃현(베트남어: Huyện Thạch Thất / 縣石室)은 베트남 하노이의 행정 구역이다. 홍강 삼각주의 일부이며, 면적은 202.5km2이다.

## 행정구역
탁텃현은 1개의 티쩐(市鎭)과 22개의 싸(社)를 관할한다.

### 티쩐
- 리엔꽌 (Liên Quan /蓮關)

### 싸
- 빈푸 (Bình Phú /平富)
- 빈옌 (Bình Yên / 平安)
- 껌옌 (Cẩm Yên /錦安)
- 껀끼엠 (Cần Kiệm /勤儉)
- 깐나우 (Canh Nậu /耕耨)
- 찬선 (Chàng Sơn /撞山)
- 다이동 (Đại Đồng / 大同)
- 지너우 (Dị Nậu /易耨)
- 동쩍 (Đồng Trúc / 同竹)
- 하방 (Hạ Bằng / 下憑)
- 흐엉응아이 (Hương Ngải /香艾)
- 휘우방 (Hữu Bằng /有憑)
- 낌꽌 (Kim Quan / 金關)
- 라이투엉 (Lại Thượng /賴上)
- 푸낌 (Phú Kim /富金)
- 훙싸 (Phùng Xá /馮舍)
- 떤싸 (Tân Xã / 新社)
- 탁호아 (Thạch Hòa / 石和)
- 탁싸 (Thạch Xá / 石舍)
- 띠엔쑤언 (Tiến Xuân /進春)
- 옌빈 (Yên Bình / 安平)
- 옌쭝 (Yên Trung / 安中)

## 명소
떠이프엉 사원(Chùa Tây Phương)은 하노이의 중심에서 약 30km 떨어진 탁텃현의 탁싸의 까우라우 산에 있다. 8세기 경 매우 초기에 세워졌지만, 오늘날에도 여전히 존재하며 불교와 유교의 통합(1794년으로 거슬러 올라감)된 결과이다. 라테라이트로 지어진 200 개가 넘는 계단을 올라 방문자가 사찰에 모일 수 있다.
바비 국립공원은 바비 산에 위치한 아름다운 풍경, 자연 경관이 사람들과 어우러져 있다. 선떠이 마을까지 약 42km, 하이 천(Hai stream)까지 16km를 계속 이어진다. 방문객들은 배를 타고 호수를 돌아 다니며 섬을 방문하여 약초 식물, 조류의 섬, 황새 등이 자라는 아름다운 자연 경관 속에서 신선한 공기를 마실 수 있다.